# Tapolylengyel
Tapolylengyel (1899-ig Polyakócz, szlovákul: Poliakovce) község Szlovákiában, az Eperjesi kerület Bártfai járásában.

## Fekvése
Bártfától 12 km-re délkeletre, a Tapoly jobb partján fekszik.

## Története
A falut a 14. és 15. század fordulóján egy lengyel származású soltész alapította, valószínűleg lengyel telepesekkel. 1414-ben „Poljak” néven említik először abban az oklevélben, melyben Luxemburgi Zsigmond a Czudar családot megerősíti a makovicai uradalom birtokában. A falu nevét valószínűleg telepítő soltészáról kapta. 1454-ben „Polakovicz” néven írják. Temploma a 15. században épült, 1472-ben említik először. A 15.-16. században a makovicai uradalom része volt. A 16. századtól „Polyakócz” alakban szerepel az oklevelekben. A 16.–17. században lakói jobbágyok voltak, akik főként állattartással, erdei munkákkal foglalkoztak. 1600-ban 10 adózó háztartása létezett. 1715-ben 14, 1720-ban 8 volt az adózók száma.
A 18. század végén Vályi András így ír róla: „POLYAKÓCZ. Polyakovcze. Orosz falu Sáros Vármegyében, földes Ura Gr. Szirmay Uraság, lakosai többen ó hitüek, fekszik Hrabócznak szomszédságában, mellynek filiája, határja meglehetős.”
1828-ban 56 házában 435 lakos élt.
Fényes Elek 1851-ben kiadott geográfiai szótárában így ír a faluról: „Polyakócz, tót falu, Sáros vmegyében, a Tapoly mellett, Hrabócz fil., 436 kath., 6 zsidó lak. Jó föld, jó rét. Vizimalom. F. u. gr. Szirmay. Ut. post. Bártfa.”
A trianoni diktátum előtt Sáros vármegye Bártfai járásához tartozott.

## Népessége
| Év:            | 1994. | 2004.   | 2014.   | 2024.   |
| -------------- | ----- | ------- | ------- | ------- |
| Emberek száma: | 397   | 372     | 368     | 378     |
| Eltérés:       |       | -6,29 % | -1,07 % | +2,71 % |

| Év:            | 2023. | 2024. |
| -------------- | ----- | ----- |
| Emberek száma: | 378   | 378   |
| Eltérés:       |       | +0 %  |

1900-ban 281 lakosa volt.
1910-ben 262, túlnyomórészt szlovák lakosa volt.
2001-ben 394 lakosából 392 szlovák volt.
2011-ben 373 lakosából 370 szlovák.

## Nevezetességei
Római katolikus temploma 1830-ban épült.

## Külső hivatkozások
- Hivatalos oldal Archiválva 2016. május 31-i dátummal a Wayback Machine-ben
- Községinfó
- Tapolylengyel Szlovákia térképén
- E-obce.sk Archiválva 2010. október 22-i dátummal a Wayback Machine-ben
- Eobec.sk